# Hans Würgler

Hans Würgler (ca. 1984)

Hans Würgler (* 4. März 1927; † 21. Juli 2021 in Pfäffikon ZH; heimatberechtigt in Russikon) war ein Schweizer Volkswirtschaftler und Professor an der ETH Zürich.

## Leben
Hans Würgler studierte und promovierte von 1947 bis 1956 Volkswirtschaftslehre an der Universität Zürich. Anschliessend arbeitete er drei Jahre in der Privatwirtschaft, bevor er 1959 an die ETH Zürich ins Institut für Wirtschaftsforschung wechselte, wo er in den folgenden Jahren die wissenschaftliche Bearbeitung besonderer Forschungsprobleme übernahm. Im Jahr 1964 wählte ihn der Bundesrat zum ausserordentlichen Professor für Nationalökonomie und per 1. April 1965 zum ordentlichen Professor für das gleiche Lehrgebiet. Er wurde im Jahr 1992 emeritiert. 

## Forschung
Mehr als 25 Jahre lang, von 1964 bis zu seiner Emeritierung war er Direktor der KOF Konjunkturforschungsstelle an der ETH Zürich, wo er unter anderem den Aufbau eines gesamtwirtschaftlichen ökonometrischen Modells für die Simulation und Prognose der Schweizer Konjunktur vorantrieb und den Grundstein für die schweizerische Strukturforschung legte. Während seiner Amtszeit vernetzte Hans Würgler die KOF international und baute die Konjunkturumfragen sowohl branchenbezogen als auch mit kantonalen und regionalen Auswertungen stetig aus. Als Präsident der Kommission für Konjunkturfragen des Bundes war Hans Würgler ab 1968 zudem massgeblich an der Erarbeitung der Grundlagen für eine Konjunktur- und Wachstumspolitik des Bundes und damit an der Ausarbeitung des heutigen Artikels 100 der Bundesverfassung beteiligt.

## Lehre
Hans Würgler hat sich auch in der Lehre grosse Meriten erworben. Zusammen mit seiner jeweiligen Assistenz hielt er in den verschiedensten Abteilungen der ETH Zürich Vorlesungen und Seminare in Nationalökonomie ab, die auch bei Studierenden anderer Fachgebiete wie beispielsweise der Architektur, des Bauwesens oder der Agrarwissenschaften auf ein breites Interesse stiessen. Der Zuspruch war sehr gross, da Hans Würgler es verstand, auf verständliche Weise die Studierenden in die grundlegenden Zusammenhänge der Wirtschaftswissenschaften einzuführen.

## Publikationen (Auswahl)
- Hans Würgler: Malthus als Kritiker der Klassik. Ein Beitrag zur Geschichte der klassischen Wirtschaftstheorie. Diss. Univ. Zürich, 1956.
- Hans Würgler: Konzept einer neuen Agrarpolitik. Haupt, Bern 1969.
- Hans Würgler: Die schweizerische Wirtschaft zwischen Regulierung und Deregulierung. ETH, Zürich 1992.